# Rhysodesmus alpuyecus
Rhysodesmus alpuyecus är en mångfotingart som beskrevs av Chamberlin 1943. Rhysodesmus alpuyecus ingår i släktet Rhysodesmus och familjen Xystodesmidae. Inga underarter finns listade i Catalogue of Life.